# Kristien Grauwels
Kristien Grauwels (Leuven, 10 juni 1954) is een voormalig Belgische volksvertegenwoordigster en politica van Agalev.

## Levensloop
Grauwels studeerde af als regentes en geaggregeerde voor het lager secundair onderwijs. Ze werd beroepshalve leerkracht in het beroepsonderwijs. 
Ze ging zich politiek engageren voor de groene partijen Agalev en Groen(!) en zetelde voor deze partijen van 1995 tot 2000 en opnieuw van 2007 tot 2012 in de gemeenteraad van Keerbergen.
Bij de federale verkiezingen van juni 1999 werd Grauwels als Agalev-lijsttrekker in de kieskring Leuven verkozen in de Kamer van volksvertegenwoordigers, waar ze tot in mei 2003 bleef zetelen. Grauwels was van 2002 tot 2003 secretaris van de Kamer en zetelde daarnaast in de commissie Binnenlandse Zaken, Openbaar Ambt en Algemene Zaken en het Adviescomité voor Maatschappelijke Emancipatie.